# Albero 2-3

Albero 2-3

Un albero 2-3 è un tipo di struttura dati ad albero di ricerca bilanciato che mantiene i dati ordinati e garantisce prestazioni logaritmiche per le operazioni fondamentali. Deve il suo nome al fatto che ogni nodo interno può avere esattamente 2 o 3 figli.

## Definizione
Un albero 2-3 è un albero tale che:
- ogni nodo interno ha almeno 2, al più 3 figli;
- tutti i cammini radice-foglia hanno la medesima lunghezza, in altre parole le foglie si trovano tutte alla stessa altezza.

## Struttura dei nodi
Per un 2-3 albero valgono le seguenti proprietà:
- Le chiavi sono memorizzate nelle foglie, in ordine crescente, da sinistra a destra.
- Ogni nodo interno v contiene due informazioni:
  1. la massima chiave nel sottoalbero del primo figlio di v;
  2. se v ha 3 figli contiene anche la massima chiave nel sottoalbero del secondo figlio di v.

## Proprietà matematiche
Se {\displaystyle f} indica il numero di foglie, {\displaystyle h} l'altezza dell'albero ed {\displaystyle n} il numero di nodi, valgono le seguenti disuguaglianze:
{\displaystyle 2^{h}\leq f\leq 3^{h}}
{\displaystyle 2^{h+1}-1\leq n\leq {\frac {3^{h+1}-1}{2}}}

### Numero di foglie
Se {\displaystyle f} indica il numero di foglie ed {\displaystyle h} l'altezza dell'albero, vale la seguente disuguaglianza:
{\displaystyle 2^{h}\leq f\leq 3^{h}}

### Numero totale di nodi
Siano {\displaystyle f} ed {\displaystyle h} come sopra ed {\displaystyle n} il numero di nodi dell'albero, vale la seguente disuguaglianza:
{\displaystyle 2^{h+1}-1\leq f\leq (3^{h+1}-1)/2}

#### Dimostrazione
Le due proprietà possono essere dimostrate per induzione sull'altezza {\displaystyle h} dell'albero.
Caso base ({\displaystyle h=0}): per {\displaystyle h=0} si ha {\displaystyle 2^{0}=1\leq f\leq 3^{0}=1} e in effetti l'albero ha solo una foglia, cioè la radice. Allo stesso modo verifichiamo che {\displaystyle 2^{1}-1=1\leq n\leq (3^{1}-1)/2=1}, infatti si ha un solo nodo.
Passo induttivo: Supponiamo che le due disuguaglianze valgano per un albero 2-3 di altezza {\displaystyle h}. Consideriamo un albero 2-3 {\displaystyle T} con altezza {\displaystyle h+1} e {\displaystyle T'} di altezza {\displaystyle h}, ottenuto a partire da {\displaystyle T} eliminandone l'ultimo livello. Siano {\displaystyle n'} il numero di nodi e {\displaystyle f'} il numero di foglie dell'albero {\displaystyle T'}. Per ipotesi induttiva si ha:
{\displaystyle 2^{h+1}-1\leq n'\leq {\frac {3^{h+1}-1}{2}}} e {\displaystyle 2^{h}\leq f'\leq 3^{h}}
Poiché ogni foglia di {\displaystyle T'} ha almeno 2 o al più 3 figli in {\displaystyle T} si avrà: 
{\displaystyle 2\cdot 2^{h}\leq f\leq 3\cdot 3^{h}\Longrightarrow 2^{h+1}\leq f\leq 3^{h+1}}
Per il numero totale di nodi, osserviamo che {\displaystyle n=n'+f}. Utilizzando le disuguaglianze ottenute:
Limite inferiore per n: 
{\displaystyle n=n'+f\geq (2^{h+1}-1)+2^{h+1}=2\cdot 2^{h+1}-1=2^{h+2}-1}
Limite superiore per n:
{\displaystyle n=n'+f\leq {\frac {3^{h+1}-1}{2}}+3^{h+1}={\frac {3^{h+1}-1+2\cdot 3^{h+1}}{2}}={\frac {3\cdot 3^{h+1}-1}{2}}={\frac {3^{h+2}-1}{2}}}
Quindi si ottiene {\displaystyle 2^{h+2}-1\leq n\leq {\frac {3^{h+2}-1}{2}}}, che è esattamente ciò che volevamo dimostrare per l'altezza {\displaystyle h+1}.

### Altezza dell'albero
Usando la limitazione sul numero totale di nodi si ha {\displaystyle \log _{3}f\leq h\leq \log _{2}f}, quindi l'altezza di un albero 2-3 è {\displaystyle \Theta (\log n)}. 

## Relazioni con altre strutture dati
Gli alberi 2-3 sono strettamente correlati ai B-alberi (di cui sono un caso speciale con ordine minimo 2) e agli alberi rosso-nero (con cui esiste una corrispondenza biunivoca). Condividono con gli alberi AVL la proprietà di essere alberi di ricerca bilanciati, ma utilizzano strategie di bilanciamento diverse.

## Applicazioni
Gli alberi 2-3 trovano applicazione nei sistemi di gestione database per l'indicizzazione efficiente, negli algoritmi di ordinamento come base per algoritmi esterni, e come modello teorico per lo studio del bilanciamento degli alberi.

## Varianti
Tra le principali varianti si annoverano gli alberi 2-3-4 (che permettono nodi con 4 figli), i B+ alberi (generalizzazione utilizzata nei database) e gli alberi (a,b) (generalizzazione parametrica).